# Geomysaprinus subtropicus
Geomysaprinus subtropicus är en skalbaggsart som först beskrevs av Thomas Casey 1924.  Geomysaprinus subtropicus ingår i släktet Geomysaprinus och familjen stumpbaggar. Inga underarter finns listade i Catalogue of Life.